# Молодёжный переулок (Санкт-Петербург)
Молодёжный переулок — переулок в Кировском районе Санкт-Петербурга. Проходит от Балтийской улицы до улицы Ивана Черных.

## История
Первоначальное наименование Николаевский переулок известно с 1900 года, происходит от фамилии землевладельца.
Переименован в Молодёжную улицу 22 февраля 1939 года в память о создании журнала союза молодёжи Нарвской заставы «Юный пролетарий», в ряду улиц, «намеченных к переименованию как созвучных с именами врагов народа». Позднее[когда?] название установилось в современной форме.